# فيريرو روشيه

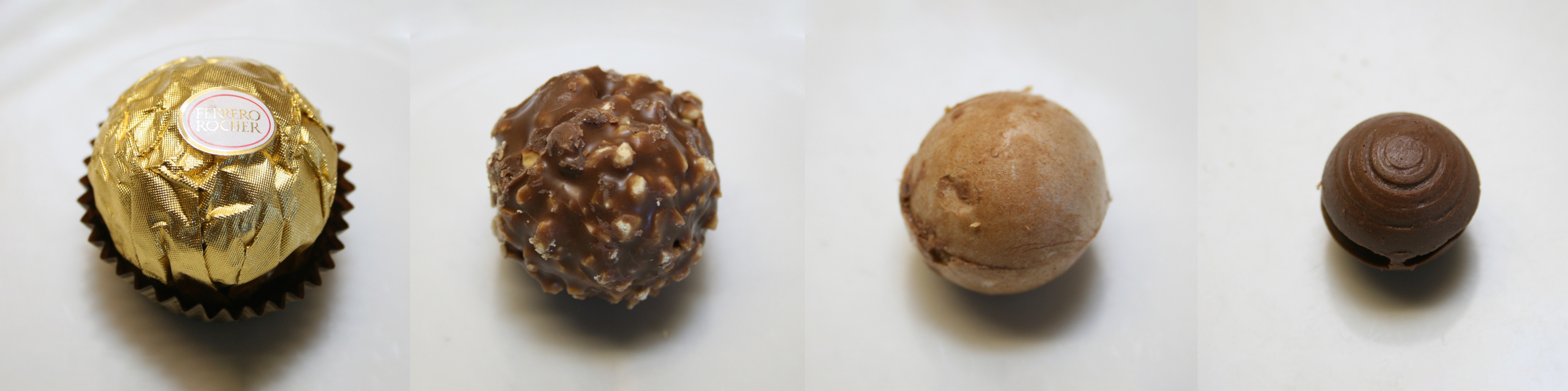
شكولاتة فيريرو روشيه (طبقة بطبقة)

فيريرو روشيه (بالإيطالية: Ferrero Rocher)‏ هي نوعٌ من الشكولاتة، تنتجها شركة فيريرو الإيطالية منذ عام 1981. أعتبرت كأفضل شوكولاتةٍ حسب تصنيف شركة M.O.T، وهي الشركة الرائدة الأساسية في تصنيف السكاكر والشوكولاتة، وقد نالت أعلى تصويتٍ جماهيريٍ.

## أصناف فيريرو
- فيريرو روشيه
- فيريرو رافايللو
- فيريرو جاردين (جوز الهند)
- فيريرو جاردين (الليمون)
- فيريرو أمي (فاكهة الغابات)
- فيريرو جاردين (الفستق)
- فيريرو جاردين (اللوز)
- فيريرو جاردين (البندق)
- فيريرو جيوتو
- فيريرو روندنوير